# ルートサーバ

ルートサーバの位置

ルートサーバ（英: root server）、ルートネームサーバ（英: root name server）またはDNSルートサーバとは、ドメインネームシステム (DNS) において、ドメイン名空間の頂点にある情報を保持するサーバ。ドメイン名の名前解決において、トップレベルドメイン (TLD) 部分の名前解決を担当する。

## ルートサーバーの重要性
ルートサーバはドメインネームシステム (DNS) の中核を担う非常に重要な地位を占めている。もし仮にルートサーバが全てダウンしてしまうと、ホスト名やドメイン名の「名前解決」が一切不可能になるので、通常の（すなわち、ホスト名やドメイン名を使っている）URLやメールアドレスを利用するための名前解決ができなくなる。
- IPアドレスの変更・ルートサーバの追加
  - 2002年11月にはネットワーク機器の変更にともない、ルートサーバのひとつである "J.ROOT-SERVERS.NET" のIPアドレスが変更された[1][2]。
  - 2004年1月には "B.ROOT-SERVERS.NET" のIPアドレスにIPv6に基づく変更がなされた（古いアドレスも2006年までは有効)[3]。
  - 2007年11月1日 - "L.ROOT-SERVERS.NET"のIPアドレスが変更された[4][5]。
  - 2008年1月22日 - "F.ROOT-SERVERS.NET"のIPv6のIPアドレスが変更される[6]。
  - 2008年2月4日 - ルートゾーンへAAAAレコードが追加される[7]。
  - 2013年1月3日 - "D.ROOT-SERVERS.NET"のIPv4のIPアドレスが変更される[8]。
  - 2015年12月1日 - "H.ROOT-SERVERS.NET"のIPv4アドレスが変更される[9]。
  - 2017年6月1日 - "B.ROOT-SERVERS.NET"のIPv6アドレスが変更される[10]。
  - 2017年10月24日 - "B.ROOT-SERVERS.NET"のIPv4アドレスが変更される[11]。
  - 2023年11月27日 - "B.ROOT-SERVERS.NET"のIPv4/IPv6アドレスが変更される[12]。

- ルートサーバに対する主な攻撃
  - 2002年10月21日 - ルートサーバ13台に一斉にDDoS攻撃が仕掛けられ、7台のホストに大きな影響が出る[13][14]
  - 2007年2月6日 - ルートサーバに2002年の攻撃以来最大規模の攻撃が仕掛けられ、3台のホストの機能が一時麻痺[15][16]。

## ルートサーバ一覧
ルートサーバーは13クラスタ存在する。（13クラスタになった理由はDNSルートゾーン参照）
すべてのルートサーバは、*.ROOT-SERVERS.NETという形式のホスト名を持つ。"*"の部分には、AからMまでの13種のアルファベットのうちの1文字が入る。セカンドレベルドメイン以下の情報を持たせる各DNSサーバは、この13系統あるルートサーバのIPアドレスをあらかじめ知っている必要がある（DNSサーバソフトのインストール時に予め設定しておく）。
多くのルートサーバーはアメリカ合衆国の団体が管理しているが、アメリカ以外の国の団体としてスウェーデン (I)、オランダ (K)、日本 (M)の団体が管理しているルートサーバーが存在する。尚、実際のルートサーバーの所在地についてはその多くがエニーキャストによる負荷分散とディザスタリカバリを行っており、例えばMサーバーは日本だけでなく、米国等複数の国に実サーバーが存在する。
| 頭文字 | IPv4アドレス                                                       | IPv6アドレス                                                               | 古い名前         | 管理者                                            | サーバ所在地                      | ソフトウェア |
| ------ | ------------------------------------------------------------------ | -------------------------------------------------------------------------- | ---------------- | ------------------------------------------------- | --------------------------------- | ------------ |
| A      | 198.41.0.4                                                         | 2001:503:BA3E::2:30                                                        | ns.internic.net  | アメリカ合衆国 VeriSign                           | エニーキャストによる負荷分散      | BIND         |
| B      | 199.9.14.201(2023年11月26日まで) 170.247.170.2(2023年11月27日から) | 2001:500:200::b(2023年11月26日まで) 2801:1b8:10::b(202311月27日から)       | ns1.isi.edu      | アメリカ合衆国 南カリフォルニア大学情報科学研究所 | アメリカ合衆国 マリナ・デル・レイ | BIND         |
| C      | 192.33.4.12                                                        | 2001:500:2::c                                                              | c.psi.net        | アメリカ合衆国 Cogent Communications              | エニーキャストによる負荷分散      | BIND         |
| D      | 199.7.91.13                                                        | 2001:500:2d::d                                                             | terp.umd.edu     | アメリカ合衆国 メリーランド大学カレッジパーク校   | アメリカ合衆国 カレッジパーク     | BIND         |
| E      | 192.203.230.10                                                     | 2001:500:a8::e                                                             | ns.nasa.gov      | アメリカ合衆国 アメリカ航空宇宙局                 | アメリカ合衆国 マウンテンビュー   | BIND         |
| F      | 192.5.5.241                                                        | 2001:500:2f::f                                                             | ns.isc.org       | アメリカ合衆国 Internet Systems Consortium        | エニーキャストによる負荷分散      | BIND 9       |
| G      | 192.112.36.4                                                       | 2001:500:12::d0d                                                           | ns.nic.ddn.mil   | アメリカ合衆国 アメリカ国防情報システム局         | エニーキャストによる負荷分散      | BIND         |
| H      | 128.63.2.53(2015年11月30日まで) 198.97.190.53(2015年12月1日から)   | 2001:500:1::803f:235(2015年11月30日まで) 2001:500:1::53(2015年12月1日から) | aos.arl.army.mil | アメリカ合衆国 アメリカ陸軍研究所                 | アメリカ合衆国 アバディーン       | NSD          |
| I      | 192.36.148.17                                                      | 2001:7fe::53                                                               | nic.nordu.net    | スウェーデン Autonomica                           | エニーキャストによる負荷分散      | BIND         |
| J      | 192.58.128.30                                                      | 2001:503:C27::2:30                                                         |                  | アメリカ合衆国 VeriSign                           | エニーキャストによる負荷分散      | BIND         |
| K      | 193.0.14.129                                                       | 2001:7fd::1                                                                |                  | オランダ RIPE NCC                                 | エニーキャストによる負荷分散      | NSD          |
| L      | 199.7.83.42                                                        | 2001:500:3::42                                                             |                  | アメリカ合衆国 ICANN                              | エニーキャストによる負荷分散      | NSD          |
| M      | 202.12.27.33                                                       | 2001:dc3::35                                                               |                  | 日本 WIDEプロジェクト                             | エニーキャストによる負荷分散      | BIND         |